# 臧照如
臧照如（1579年—1629年），字明遠，號醒涵、止菴，浙江湖州府長興縣人，民籍，明朝政治人物。

## 生平
萬曆七年己卯六月二十六日生。萬曆三十七年（1609年）己酉科應天鄉試舉人，四十四年（1616年）丙辰科進士，同年丁父憂，次年丁母憂。服闋，天啟元年（1621年）正月授行人司行人，崇禎元年（1628年）升南京吏部文選司主事，升員外郎、郎中，二年（1629年）給假還鄉，患病卒，享年五十一歲，祀鄉賢。著有《四周閣集》二十卷。

## 家族
父臧懋中，廣西按察司僉事。母沈氏（封宜人）。兄臧煚如，同科進士。子臧基辰。